# Fuerte de Santa Fe
El fuerte de Santa Fe de la Ribera fue construido en 1602, por Alonso de Ribera en la confluencia de la río Biobío y río Vergara, cerca de la isla de Diego Díaz. Su primera guarnición era de dos compañías de soldados, al mando de los capitanes Francisco de Puebla y Alonso González de Nájera.
La elección de este punto buscaba crear un dispositivo de fuertes alineados en torno al Río Biobío para detener las expediciones mapuches y crear una frontera tras la destrucción de las ciudades del sur después del Desastre de Curalaba. El mantenimiento de la guarnición quedó a cargo del Real Situado.